# Fritz von Opel
Fritz Adam Hermann Opel, od leta 1918 von Opel, nemški dirkač in avtomobilski inženir, * 4. maj 1899, Rüsselsheim, Nemčija, † 8. marec 1971 Samedan, St. Moritz, Švica.
Von Opel je v svoji dirkaški karieri nastopil na treh dirkah za Veliko nagrado, v sezoni 1907 na dirkah Targa Florio in Kaiser Preis, obakrat je odstopil, in dirki za Veliko nagrado Francije v sezoni 1908, ko je v veliki konkurenci in po več kot devetih urah dirkanja zasedel enaindvajseto mesto. 
Njegov oče Wilhelm von Opel je bil dolgo vodilni mož Opla, ki ga je ustanovil stari oče Fritza von Opla, Adam Opel. Njegov sin Rikky von Opel je bil dirkač in je nastopil na nekaj dirkah Svetovnega prvenstva Formule 1, v sezoni 1973 je osvojil tudi naslov prvaka v Britanski Formuli 3.